# کشتن بچه/ترک بیروت
«کشتن بچه/ترک بیروت» (به انگلیسی: "To Kill the Child"/"Leaving Beirut") تک‌آهنگی از هنرمند اهل بریتانیا راجر واترز است که در ۲۰۰۴ منتشر شد.